# Георги Цанков (кмет на Русе)
Вижте пояснителната страница за други личности с името Георги Цанков.
Георги Р. Цанков е български политик, либерал, предприемач.

## Биография
Роден е в Габрово през 1843 г. и не е известно кога се преселва в Русе. Депутат от II обикновено народно събрание.
Мандатът му е краткотраен – от 15 септември 1883 г. до общинските избори на 19 февруари 1884 г. Помощници са му М. Киселов и Коста Пенев Армянов. Предвид предстоящото му кратко управление, съпартийците му очакват от него не толкова да решава наболелите проблеми на града, а да обнародва сметките на предната управа.
След кметуването си става председател на Окръжната постоянна комисия, където е заменен от Тома Кърджиев. По-късно се занимава с търговия. Съучредител е на Първото българско застрахователно дружество „България“. След неговата смърт в Русе на 15 януари 1892 г. брат му Йосиф Р. Цанков внася в БНБ 4000 лв., с която сума създава дарителски фонд „Георги Р. Цанков“ за подпомагане на русенските училища.